# Hermann Bondi

Hermann Bondi

Sir Hermann Bondi (n. 1 noiembrie 1919 – d. 10 septembrie 2005) a fost un matematician și cosmolog englez de origine austriacă.
Este cunoscut pentru elaborarea (în 1948), împreună cu Fred Hoyle și Thomas Gold, a teoriei stării staționare, ca o alternativă la teoria Big Bang.
În timpul celui de-al Doilea Război Mondial este considerat aliat cu inamicul și este trimis pe Insula Man și apoi în Canada, unde îl cunoaște pe Thomas Gold.
A fost printre primii care a evaluat natura undelor gravitaționale, introducând ceea ce ulterior avea să fie denumită diagrama lui Bondi, ca mod de ilustrare a teoriei relativității restrânse.
În 1973 a primit Ordinul Bath din partea Royal Society, iar în 1983 Medalia Albert Einstein.
Din partea Societății Astronomice Regale a primit, în 2001, Medalia de Aur a Royal Astronomical Society.